# Stevie Ray Vaughan

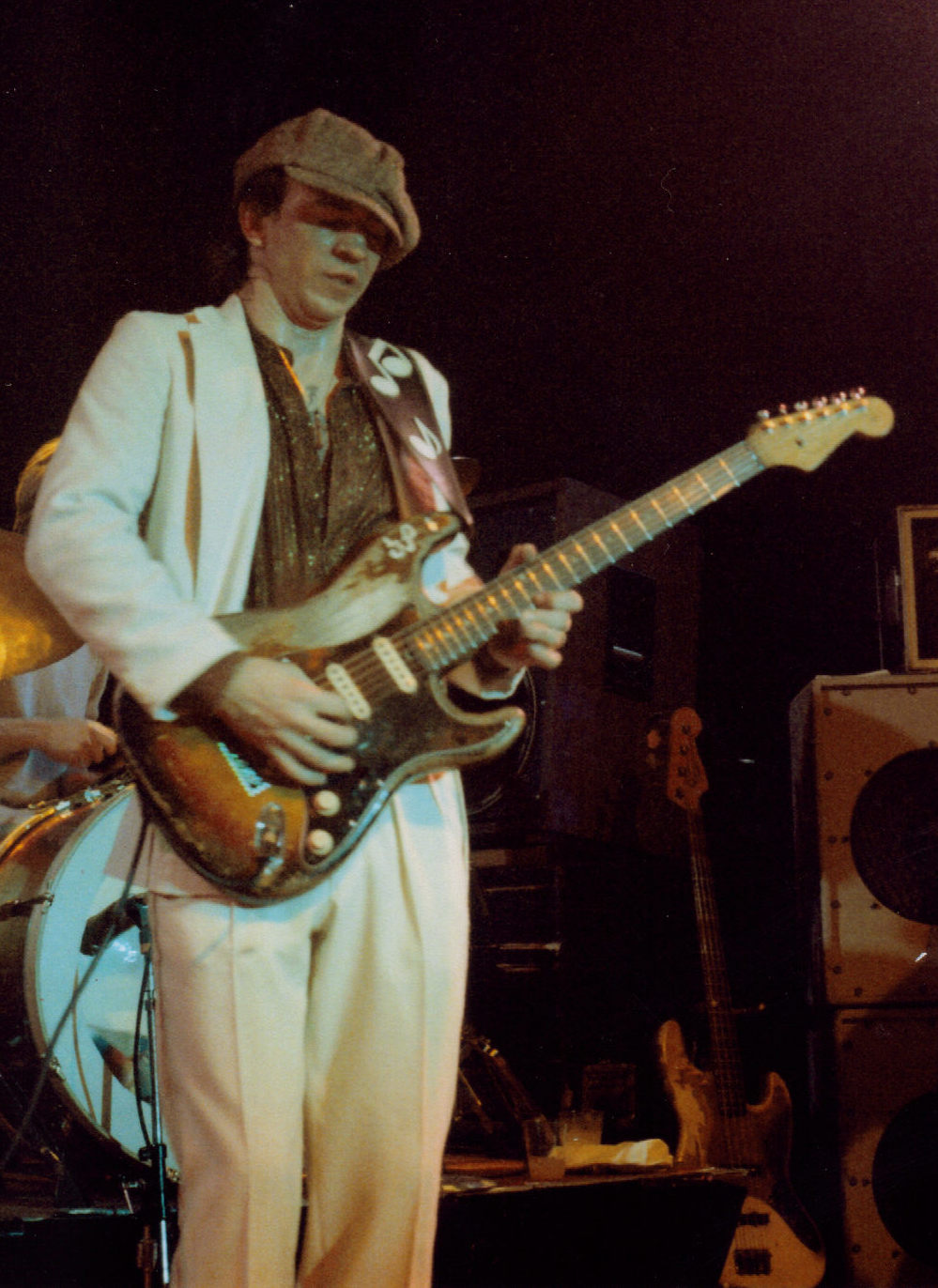
Stevie Ray Vaughan in 1983

Stevie Ray Vaughan (Dallas (Texas), 3 oktober 1954 – East Troy (Wisconsin), 27 augustus 1990) was een Amerikaanse blueszanger en -gitarist.

## Biografie
Geïnspireerd door zijn oudere broer Jimmie begon Vaughan op jonge leeftijd gitaar te spelen. Hij bleek getalenteerd en trad toe tot een aantal lokale bandjes. In 1972 stopte Vaughan met studeren om zich volledig te kunnen concentreren op muziek. Hij wist niet goed wat hij voor carrière wilde; naar eigen zeggen was muziek zijn enige uitweg. Daarom verhuisde hij naar Austin (Texas) en werd daar beroepsartiest.
In het begin van de jaren 70 speelde Vaughan samen met Doyle Bramhall in de band The Nightcrawlers. Hierna speelde hij een aantal jaren in The Cobras. Deze band was vrij populair in Austin. In 1976 vormde hij een bandje genaamd Triple Threat Revue. In 1979-1980 veranderde de band van naam en noemde ze zich Double Trouble.
In 1982 werd Vaughan tijdens het Montreux Blues Festival opgemerkt door David Bowie. Die was zo onder de indruk van Vaughan dat hij hem vroeg mee te werken aan zijn nieuwe lp Let's Dance. Naar aanleiding van datzelfde optreden bood Jackson Browne zijn opnamestudio aan, waar het eerste album van Double Trouble (Texas Flood) werd opgenomen. Hierop volgde een contract voor Vaughan en zijn band met Epic Records.
Voor de band was dit het begin van een internationale carrière. Het album Texas Flood werd uitgegeven in 1983. De band mochten dat jaar ook voor het eerst in de bekende televisieshow Austin City Limits optreden. Hierna ging het steeds voorspoediger met Double Trouble. De groep nam ongeveer elk jaar een nieuw album op (o.a. Couldn't Stand The Weather, Live Alive en Soul to Soul).
In de loop der jaren raakte Vaughan verslaafd aan drank en drugs. In 1986 stortte hij als gevolg hiervan in tijdens een tournee. Hij werd later dat jaar opgenomen in een ontwenningskliniek, waar hij zijn beide verslavingen wist te overwinnen.
In 1989 werd het album In Step opgenomen. Met deze lp won Vaughan datzelfde jaar een Grammy Award. Hij werd nogmaals uitgenodigd om op te treden in het televisieprogramma Austin City Limits. De twee optredens voor dit programma werden later op video uitgegeven onder de naam Live From Austin Texas. In 1990 nam hij samen met zijn broer Jimmie een cd op genaamd Family Style.
Dit was een van de laatste hoogtepunten in zijn leven. Hij stierf in de nacht (00:50 uur) van 27 augustus 1990 tijdens een helikopterongeluk. Hij had die avond opgetreden op het Alpine Valley Festival, samen met sterren als Robert Cray, Buddy Guy en Eric Clapton. Saillant detail was dat de plaats in de helikopter bedoeld was voor Clapton, maar die was te laat op de luchthaven en de plek werd ingenomen door Stevie. Vaughan werd 35 jaar oud.
In 1991 verklaarde Ann Richards, de toenmalige gouverneur van Texas, 3 oktober tot Stevie Ray Vaughan Day. Een jaar later bracht gitaarfabrikant Fender de Stevie Ray Vaughan Signature Stratocaster op de markt. Voor zijn overlijden had Vaughan samen met Fender deze gitaar ontworpen.
In 1994 werd een standbeeld ter nagedachtenis van Vaughan onthuld aan de oever van het meer van Austin. Ook werd hij in 2014 postuum opgenomen in de Musicians Hall of Fame.

## Discografie

### Albums
| Album met eventuele hitnotering(en) in de Nederlandse Album Top 100 | Datum van verschijnen | Datum van binnenkomst | Hoogste positie | Aantal weken | Opmerkingen                                |
| ------------------------------------------------------------------- | --------------------- | --------------------- | --------------- | ------------ | ------------------------------------------ |
| In Session (with Albert King)                                       | 1983                  | -                     |                 |              |                                            |
| Texas Flood                                                         | 1983                  | -                     |                 |              |                                            |
| Couldn't Stand the Weather                                          | 1984                  | -                     |                 |              |                                            |
| Soul to Soul                                                        | 1985                  | 28-09-1985            | 39              | 7            |                                            |
| Live Alive                                                          | 1986                  | 06-12-1986            | 40              | 11           | Livealbum                                  |
| In Step                                                             | 1989                  | 01-07-1989            | 42              | 13           |                                            |
| Family Style                                                        | 1990                  | 06-10-1990            | 32              | 11           | met Jimmy Vaughan als The Vaughan Brothers |
| The Sky Is Crying                                                   | 1991                  | 23-11-1991            | 52              | 11           | Verzamelalbum                              |
| In the Beginning                                                    | 1992                  | 24-10-1992            | 57              | 4            | Livealbum                                  |
| Live at Carnegie Hall                                               | 1997                  | 09-08-1997            | 57              | 6            | Livealbum                                  |

| Album met hitnotering(en) in de Vlaamse Ultratop 200 albums | Datum van verschijnen | Datum van binnenkomst | Hoogste positie | Aantal weken | Opmerkingen        |
| ----------------------------------------------------------- | --------------------- | --------------------- | --------------- | ------------ | ------------------ |
| S.R. Vaughan                                                | 2012                  | 03-11-2012            | 143             | 1*           |                    |
| Texas Flood                                                 | 2013                  | 09-02-2013            | 189             | 1*           | met Double Trouble |

### Singles
| Single met eventuele hitnotering(en) in de Nederlandse Top 40 | Datum van verschijnen | Datum van binnenkomst | Hoogste positie | Aantal weken | Opmerkingen                                |
| ------------------------------------------------------------- | --------------------- | --------------------- | --------------- | ------------ | ------------------------------------------ |
| Tick tock                                                     | 1990                  | 22-12-1990            | 35              | 3            | met Jimmy Vaughan als The Vaughan Brothers |

### NPO Radio 2 Top 2000
| Nummer met noteringen in de NPO Radio 2 Top 2000 | '18  | '19  | '20  | '21  | '22  | '23  | '24  |
| ------------------------------------------------ | ---- | ---- | ---- | ---- | ---- | ---- | ---- |
| Pride and Joy                                    | 1169 | 1178 | 1219 | 1201 | 1372 | 1492 | 1485 |

1. ↑  Een vetgedrukt getal geeft de hoogste notering aan.
2. ↑  2018 was het eerste jaar met een notering voor dit nummer.

### Dvd's
| Dvd's met hitnoteringen in de Nederlandse Music Top 30 | Datum van verschijnen | Datum van binnenkomst | Hoogste positie | Aantal weken | Opmerkingen        |
| ------------------------------------------------------ | --------------------- | --------------------- | --------------- | ------------ | ------------------ |
| Live at Montreux 1982 & 1985                           | 2004                  | 30-10-2004            | 26              | 4            | met Double Trouble |

## Trivia
- Stevie Ray Vaughan heeft flink bijgedragen aan de populariteit van de Ibanez Tube Screamer, een overdrive-pedaal dat een transparante overdrive combineert met een flinke mid-boost. Er wordt vaak beweerd dat zijn sound door een Tube Screamer van het type TS-808 werd bereikt. In werkelijkheid gebruikte hij voornamelijk de TS-9 en later de TS-10 die iets minder nadruk op de mid-frequenties legde.
- Ook plakte hij een stukje plakband op het speakerdoek van zijn gitaarversterkers voor het midden van de luidsprekers om de straal met de gemeenste hoge tonen ietwat te dempen.
- Stevie Ray Vaughan speelde op uitzonderlijk dikke setjes snaren waarvan de dunste snaar 0,013 inch was. (0,009, 0,010 en 0,011 inch zijn de gangbare diktes voor de dunste snaren op elektrische gitaren).

- Bibsys: 1009975
- Biblioteca Nacional de España: XX896161
- Bibliothèque nationale de France: cb139007780 (data)
- Gemeinsame Normdatei: 119162113
- International Standard Name Identifier: 0000 0003 8547 6923
- Library of Congress Control Number: n91115900
- Nationale Bibliotheek van Letland: 000045111
- MusicBrainz: f5426431-f490-4678-ad44-a75c71097bb4
- Bibliotheek van het Japanse parlement: 00621593
- Nationale Bibliotheek van Tsjechië: xx0052693
- Nationale Bibliotheek van Israël: 987007412072605171
- Nationale en Universitaire bibliotheek Zagreb: 000591867
- Nederlandse Thesaurus van Auteursnamen: 075163446
- SNAC: w6p28hbf
- Système universitaire de documentation: 157467538
- Virtual International Authority File: 191151661
- WorldCat: E39PBJptXRDWJ3TPc6Vdq4HjYP